# Winthrop Harbor
Winthrop Harbor – wieś w Stanach Zjednoczonych, w stanie Illinois, w hrabstwie Lake.